# 美的集團

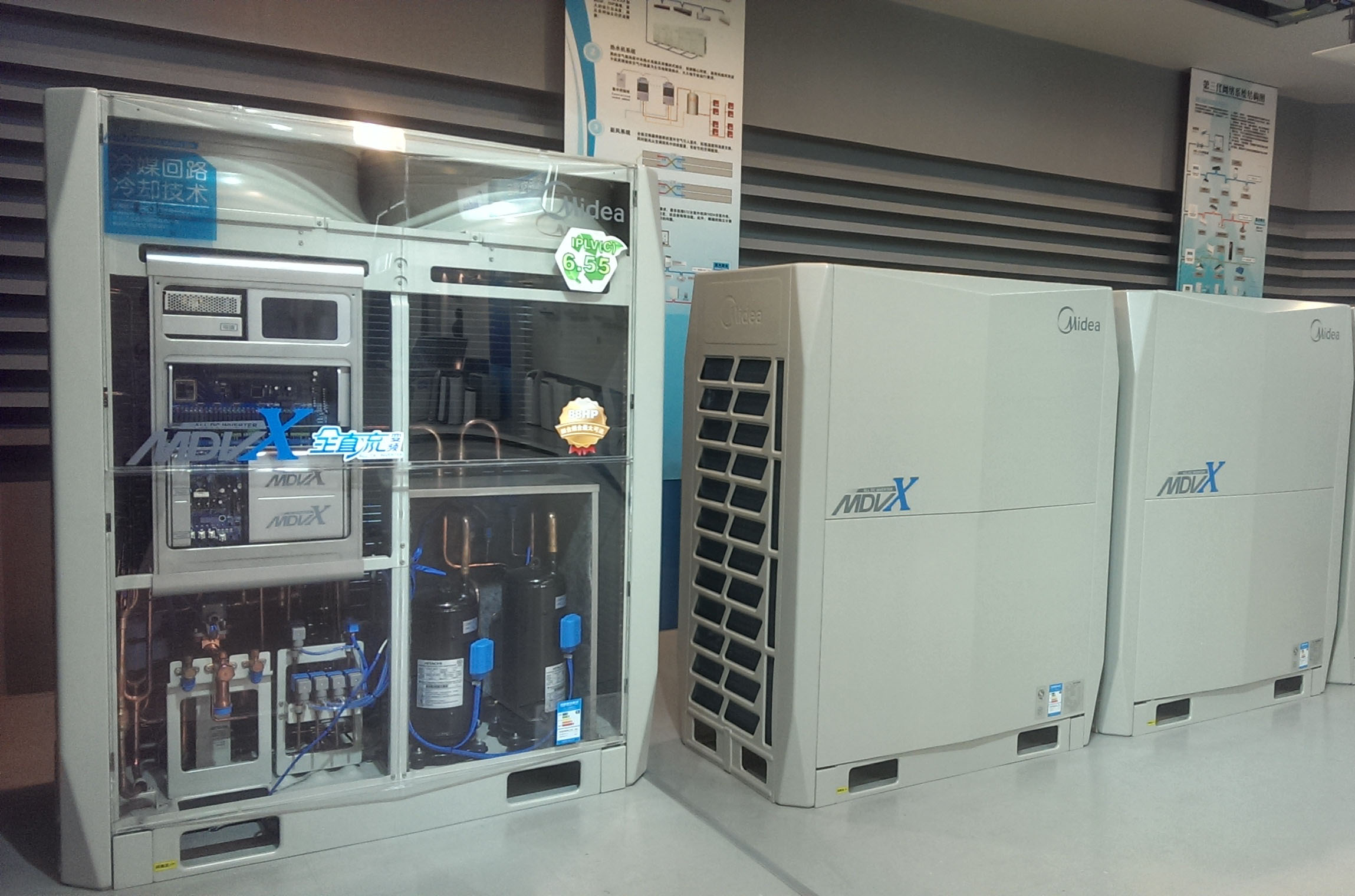
MDV-X大型空調主機

美的集團（英語：Midea Group；深交所：000333）於1968年成立，是中國一家以家用電器研發與製造为主业的大型综合企業集团，总部位于广东顺德北滘镇。
美的集团在中华人民共和国建有廣東順德、廣州、中山；安徽合肥及蕪湖；湖北武漢及荊州；江蘇無錫、淮安、蘇州及常州；重慶、江西貴溪、河北邯鄲等14個生產基地，輻射華南、華東、華中、西南、華北五大區域；在越南、白俄羅斯、埃及、巴西、阿根廷、印度等6個國家建有生產基地，並擁有中國最完整的小家電產品群和廚房家電產品群；在全球設有60多個海外分支機構，產品遠銷200多個國家和地區。

## 歷史
1968年，何享健帶領23人集資5000元在北滘創業，生產塑膠瓶蓋。1980年，開始生產電風扇，進入家電行業。1981年，正式註冊使用「美的」商標。1985年，開始製造空調產品。1993年，成立美的集團並進行內部股份制改造，同年成立電機公司和電飯煲公司。1997年，進行事業部製改造。1998年，成立蕪湖製冷公司、工業設計公司，收購壓縮機公司，進入空調壓縮機領域。1999年，商標被評為“中國馳名商標”。
2001年，中央空調、微波爐、飲水機、洗碗機、燃氣具等相繼投產，並完成產權改革；磁控管公司、變壓器公司成立，形成微波爐產業鏈。2002年，開始生產冰箱。2003年，收購客車廠，正式進軍汽車業，進入多元化發展。2004年，與日本東芝、美國開利簽署合作協議，製冷產業實力提升。2007年，第一個海外基地在越南建成投產。2008年1月，小天鹅控股股东无锡市关联发展将其持有的24.01%卖给了美的电器（虽然四川长虹也曾一度参与竞标但之后离开）。2010年3月20日，美的邯鄲工業園正式奠基。標誌著美的空調產業佈局已初現規模。2010年10月，美的全年銷售達1000億元人民幣。
2012年8月27日，方洪波接替何享健擔任集團董事長，並擔任上市公司美的電器董事長和總裁。美的電器股票於2012年8月27日開市起停牌。2013年，美的集团总体销售收入达到1200多亿元人民币，旗下有三家上市公司，在空调、电风扇、电饭煲、饮水机、微波炉以及家电上游产品（如空调压缩机、电机等）各类相关多元化产品领域均占有行业前三名的位置。2013年3月，美的电器公布整体上市方案，美的集团以换股方式吸收合并美的电器，即美的集团向美的电器除美的集团外的所有换股股东发行股票交换该等股东所持有的美的电器股票。2014年12月14日，小米科技与美的集团签署战略合作协议，将就智能家居等领域全面合作。同时，美的向小米科技定向发行5500万股，资金总额不超过12.66亿元。
2016年3月30日，以約537億日元（約合4.77億美元）收購東芝家電業務主體「東芝生活電器株式會社」80.1%的股份。同時，美的也將獲得東芝品牌40年的全球授權、超過5000項白色家電（指冰箱、洗衣機等幫助家務勞動的電器）相關技術專利，以及東芝家電在日本、中國、東南亞的市場、渠道及製造基地。
2016年7月4日，美的以12億歐元（約101.4億港元）向德國工業集團福伊特收購庫卡 25.1%股權。2016年10月13日，欧盟委员会根据欧盟合并条例批准美的集团收购库卡机器人公司（KUKA AG），持有其94.55%的股份。2017年2月14日美的入股以色列運動控制系統解決方案提供商Servotronix超過50%的股份，惟未有披露交易對價。
2023年10月24日，美的集团在香港交易所递交了H股上市申请书。根据申请书，美的集团在香港发行H股募集资金将主要用于增加研发投入和进一步拓展国际化业务，同时有意在智能家居和To B领域继续展开并购。
2024年9月9日，美的集團來港招股，計劃發行4.9億股H股，招股價介乎52港元至54.8港元，較美的A股上日收市價折讓約20.9%至25%，集資最多269.7億港元。以集資額計，是繼2021年5月上市的京東物流後，香港三年多以來最大型的新股集資活動。

## 所有权变动
1993年11月12日，美的集团在深圳证券交易所上市，股票简称“粤美的A”。当时美的集团是北滘镇政府的资产，但是何享健发现，薪资体系鼓励管理层员工做出短视决策，遂于1997年开始使用虚拟股分红的方式激励员工，后来一个名叫“上海巴菲特投资咨询公司”的公司于1999年7月建议他实行MBO，在美的1993年上市时，北滘镇政府就曾给管理层分配过1000万股法人股，美的管理层在2000年从顺德农村信用社贷款得到3亿元过桥贷款买下镇政府手里的股份，美的管理层控股的公司成为美的最大的两个股东。这是中国第一个进行MBO的上市企业（第一个进行MBO的非上市企业是四通公司）。

## 旗下公司
美的集團旗下擁有：
- 美的集团（深交所：000333）
- 小天鵝（深交所除牌前000418.SZ，已吸收合併（私有化））
- 威靈控股（港交所除牌前0382.HK，已私有化）
- 華凌
- 安得
- 美芝[13]
- 庫卡
- 布穀

## 旗下產品

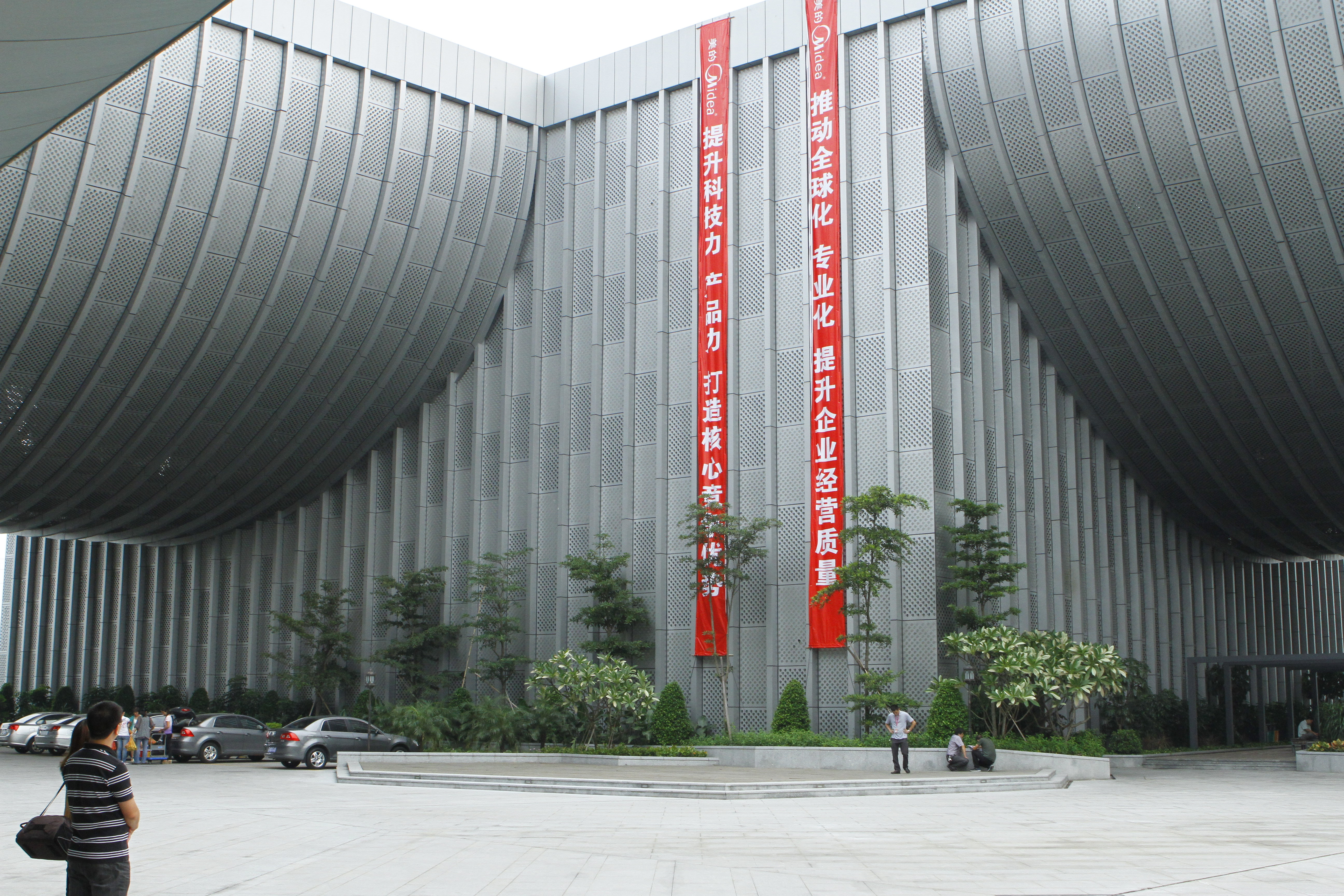
美的研发中心

美的集團主要家電產品有家用空調、商用空調、大型中央空調、冰箱、洗衣機、微波爐、風扇、洗碗機、電磁爐、電飯煲、電壓力鍋、豆漿機、飲水機、熱水器、空氣能熱水機、吸塵器、取暖器、電水壺、烤箱、抽油煙機、淨水設備、空氣清新機、加濕器、灶具、消毒櫃、照明等和空調壓縮機、冰箱壓縮機、電機、磁控管、變壓器等家電配件產品。現擁有中國最完整的空調產業鏈、冰箱產業鏈、洗衣機產業鏈、微波爐產業鏈和洗碗機產業鏈。

## 集團人物
2020年6月14日，持爆炸品匪徒到美的创办人何享健住所，入屋綁架，幸其儿子何剑锋逃脱，向公安求救。翌日，5疑犯被捉拿，人质全部救走。

## 外部連結
- （英文）美的集團全球官網（页面存档备份，存于）
- （简体中文）美的集團中國官網（页面存档备份，存于）
- （繁體中文）美的集團香港官網（页面存档备份，存于）